# Soyuz T-12
Soyuz T-12 foi a sétima expedição à Salyut 7, realizada entre 17 e 29 de julho de 1984.

## Tripulação
| Posição                | Cosmonautas          |
| ---------------------- | -------------------- |
| Comandante             | Vladimir Dzhanibekov |
| Engenheira de voo      | Svetlana Savitskaya  |
| Cosmonauta-pesquisador | Igor Volk            |

## Parâmetros da Missão
- Massa: 7 020 kg
- Perigeu: 192 km
- Apogeu: 218 km
- Inclinação: 51.6°
- Período: 88.6 minutos

## Antecedentes
Igor Volk foi um piloto de testes, e foi planejado para ser o comandante do primeiro voo espacial Buran. A regra introduzida após o fracasso Soyuz 25, insistiu que todo o voo espacial soviético deve ter pelo menos um membro da tripulação que tenha ido ao espaço antes. Como resultado, foi decidido que Volk deveria ter experiência com voos espaciais, e ele estava originalmente programado para visitar Salyut 7 em 1983. Mas após o fracasso de Soyuz T-8 atracar a Salyut 7, em abril de 1983, o cronograma de lançamento da Soyuz foi interrompido, e os tripulantes originais de Volk, Kizim e Solovyov, foram remarcados para outro local.

## Pontos altos da missão
Volk era um piloto do programa de ônibus espaciais Buran voando no espaço para provar que ele era capaz de pilotar um Buran no retorno para a Terra após uma longa estada no espaço.
O Pamirs, a segunda expedição a visitar o grupo Mayaks, incluía o cosmonauta veterano Vladimir Dzhanibekov, o cosmonauta do programa de ônibus espaciais Igor Volk, e Svetlana Savitskaya. Em 25 de Julho Dzhanibekov e Savitskaya realizaram um EVA de 3 horas e 30 minutos, durante o qual eles testaram o aparelho URI de multifunção. Eles cortaram, soldaram e retiraram amostras de metal. Durante a estadia do Pamirs, os seis cosmonautas a bordo da Salyut 7 conduziram testes de Rezonans e coletaram amostras do ar da estação.